# Бахаревский сельсовет (Тамбовская область)
Бахаревский сельсовет — муниципальное образование со статусом сельского поселения в Сампурском районе Тамбовской области.
Административный центр — село Бахарево.

## История
В соответствии с Законом Тамбовской области от 17 сентября 2004 года № 232-З установлены границы муниципального образования и статус сельсовета как сельского поселения.

## Население
| 2010 | 2012  | 2013  | 2014  | 2015  | 2016 | 2017 |
| ---- | ----- | ----- | ----- | ----- | ---- | ---- |
| 1141 | ↘1095 | ↘1075 | ↘1036 | ↘1004 | ↘977 | ↘915 |
| 2018 | 2019  | 2020  | 2021  |       |      |      |
| ↘890 | ↘853  | ↘810  | ↗883  |       |      |      |

## Состав сельского поселения
| № | Населённый пункт      | Тип населённого пункта       | Население |
| - | --------------------- | ---------------------------- | --------- |
| 1 | Александровские Верхи | деревня                      | 203       |
| 2 | Бахарево              | село, административный центр | 447       |
| 3 | Пановы Кусты          | село                         | 368       |
| 4 | Прудовка              | деревня                      | 123       |